# Relaciones exteriores de Japón

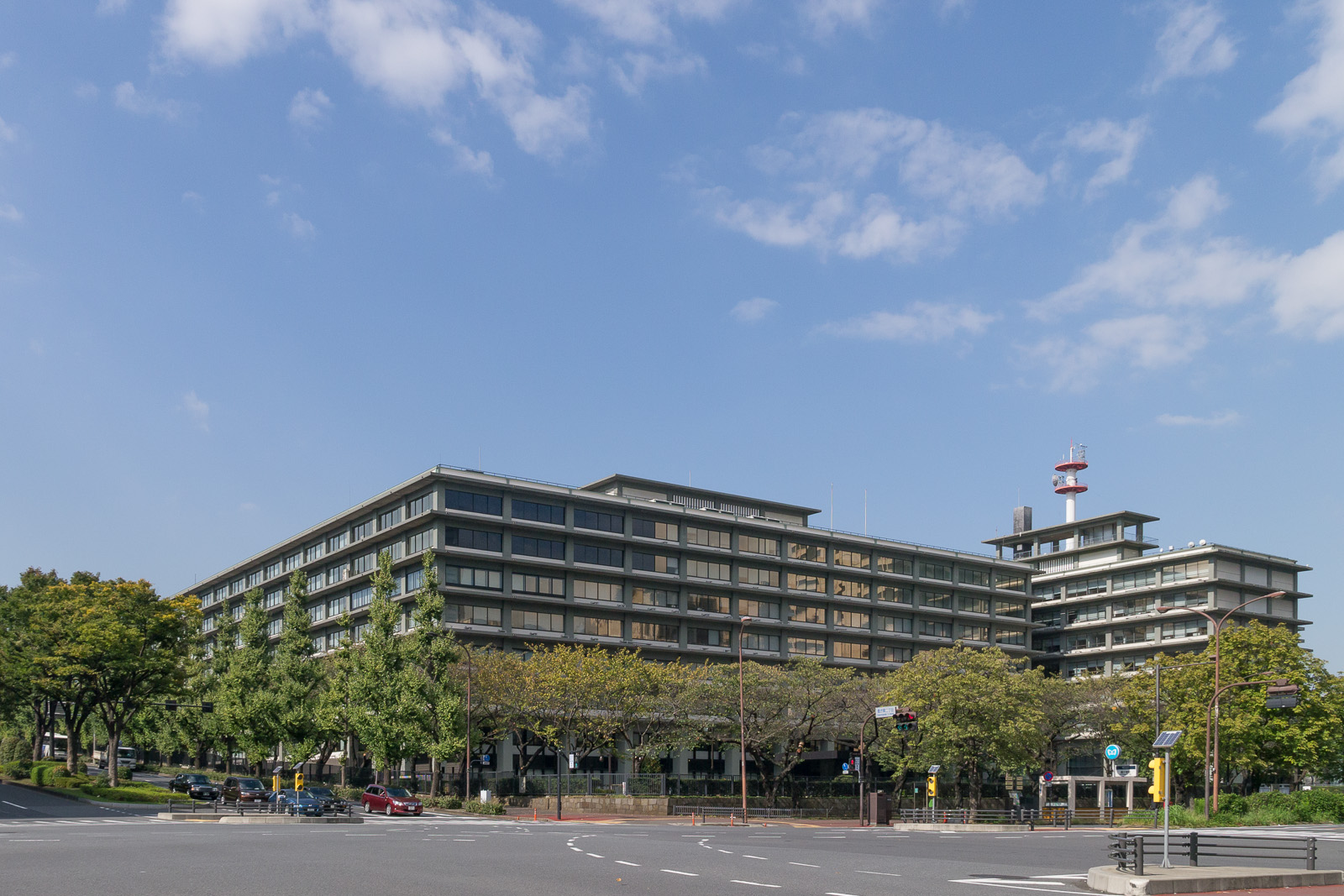
Edificio del Ministerio de Asuntos Exteriores de Japón en Tokio

Los elementos que influyen en las relaciones exteriores de Japón son gestionados por el Ministerio de Relaciones Exteriores de Japón.
Desde la rendición después de la Segunda Guerra Mundial y el Tratado de San Francisco, la política diplomática japonesa se ha basado en estrecha colaboración con Estados Unidos y en el énfasis en la cooperación nacional entre ambos países, como por ejemplo, con las Naciones Unidas. En la Guerra Fría, Japón tomó parte en la confrontación del mundo occidental con la Unión Soviética en Asia Oriental. Durante el rápido desarrollo económico en los años 1960 y 1970, Japón recuperó su influencia y se convirtió en una de las principales potencias del mundo. Las influencias japonesas son vistas como altamente positivas [cita requerida], a excepción de dos países: China y Corea del Norte.En 2024, Japón es el cuarto país del mundo con la mayor cantidad de misiones diplomáticas y el tercero de Asia, solo detrás de China y Turquía.
Durante la Guerra Fría, la política exterior japonesa no era de carácter dominante, y estaba relativamente concentrada en su crecimiento económico. Sin embargo, el final de la Guerra Fría y las amargas lecciones de la Guerra del Golfo cambiaron la política lentamente. Gobierno japonés decidió a participar en las operaciones de mantenimiento de la paz de la ONU, y envió sus tropas a la Camboya, Mozambique, los Altos del Golán y Timor Oriental en los años 1990 y 2000. Tras los ataques del 11 de septiembre, buques de la armada japonesa han sido asignados a tareas de re-abastecimiento en el Océano Índico hasta la fecha. La Fuerza Terrestre de Autodefensa de Japón también ha despachado sus tropas al sur de Irak para trabajos de restauración de infraestructura básica.
Más allá de sus vecinos inmediatos, Japón ha seguido una política exterior más activa en los últimos años, reconociendo la responsabilidad que acompaña a su fortaleza económica. El Primer Ministro Fukuda hizo hincapié en un cambio de dirección en su discurso sobre la política exterior a la Dieta: "Japón aspira a convertirse en un centro de desarrollo de recursos humanos, además de un centro para la contribución intelectual a la investigación y para promover la cooperación en el campo de la consolidación de la paz." Este discurso vino seguido del modesto éxito conseguido por un plan concebido en Japón que sirvió de la base para las elecciones nacionales en Camboya en 1998.

## Asia oriental

### Corea
Japón apoya firmemente a EE. UU. en sus esfuerzos para alentar a Pyongyang para cumplir con el Tratado de No Proliferación Nuclear y sus acuerdos con la Agencia Internacional de Energía Atómica (OIEA). A pesar de que el 31 de agosto de 1998, Corea del Norte realizó la prueba de un misil que sobrevoló las Islas, Japón ha mantenido su apoyo a la Organización para el Desarrollo de la Energía de Corea (KEDO) y el Marco Acordado, que busca para congelar el programa nuclear de Corea del Norte. Los EE. UU., Japón y Corea del Sur cerca de coordinar y consultar trilateralmente sobre la política hacia Corea del Norte, por lo menos a nivel de gobierno. Japón ha limitado las relaciones económicas y comerciales con Corea del Norte. Las conversaciones de normalización se paralizaron cuando Corea del Norte se negó a discutir una serie de problemas con Japón.
Japón y Corea del Sur han tenido varias disputas. El expresidente de Corea del Sur Roh Moo-hyun rechazó una reunión con el Primer Ministro nipón. Sin embargo, tanto el ex primer ministro de Japón, Yasuo Fukuda, y el presidente de Corea Lee Myung-bak hizo hincapié en la importancia de la "apertura de una nueva era en las relaciones Japón-Corea del Sur."

### Mongolia
- Las relaciones formales comenzaron en 1972
- Japón tiene una embajada en Ulan Bator.[5]
- Mongolia tiene embajada en Tokio.
- Japan Ministry of Foreign Affairs- Mongolia
- Mongolian Ministry of Foreign Affairs: list of bilateral treaties with Japan (in Mongolian)

### República Popular de China
Durante la Era Meiji, China fue uno de los primeros países en sentir el imperialismo japonés. Después del establecimiento de la República Popular de China (PRC) en 1949, las relaciones con Japón pasaron de la hostilidad y la falta de contacto con la cordialidad y la cooperación muy estrecha en muchos campos. Durante la década de 1960 los dos países reanudaron el comercio, por primera vez desde la Segunda Guerra Mundial bajo el Acuerdo Liao-Takasaki. El 29 de septiembre de 1972, Japón y China continental firmaron un tratado de establecer relaciones diplomáticas entre los estados. La década de 1990 condujo a un enorme crecimiento en el bienestar económico de China continental. El comercio entre Japón y China fue una de las muchas razones de China fue capaz de crecer en las tasas de dos dígitos durante los años 1980 y 1990. Japón estaba en la vanguardia de los países más industrializados en el restablecimiento de las relaciones económicas y políticas con China. La reanudación de las inversiones de Japón multimillonario con China y aumento de las visitas a China por las autoridades japonesas, que culminó en 1992 la visita de Emperador Akihito, dio una clara indicación de que el Japón consideraba más estrechos con China continental en su interés económico y estratégico. A pesar de la disculpa de 1995 sobre la Segunda Guerra Mundial por el primer ministro japonés, Tomiichi Murayama, las tensiones siguen siendo, sobre todo porque muchos chinos sienten que hay una falta de verdadero remordimiento por los crímenes de guerra cometidos por las fuerzas imperiales japonesas. Esto ha sido reforzado por numerosas visitas al Santuario Yasukuni por los primeros ministros japoneses, los intentos de revisar los libros de texto de los nacionalistas japoneses, el conflicto continuó en Japón, las atrocidades cometidas en la masacre de Nanking, y el resurgimiento del nacionalismo y el militarismo en Japón.

### República de China
Taiwán fue cedida a Japón en 1895 y fue una de los principales prefecturas japonesas durante la Segunda Guerra Mundial. Taiwán fue liberada de Japón por el Tratado de Paz de San Francisco en 1951. Las relaciones actuales son guiados por el Comunicado Conjunto del Gobierno de Japón y el Gobierno de la República Popular de China 1972. Dado el comunicado conjunto, Japón ha mantenido relaciones no gubernamentales, a nivel de trabajo con Taiwán. Japón se refiere a la República de China en Taiwán con el nombre neutral de "Taiwan".

## Sudeste asiático
En 1990, la interacción de Japón con la gran mayoría de países de Asia Pacífico, especialmente en su creciente intercambio económico, fue multifacético y cada vez más importante para los países receptores. Los países en desarrollo de la Asociación de Naciones del Sudeste Asiático (ASEAN), Japón considera como fundamental para su desarrollo. La ayuda de Japón a los países de la ASEAN fue de EE. UU. $ 1.9 billones en el año fiscal japonés (FY) 1988 en comparación con alrededor de EE. UU. $ 333 millones para eEstados Unidos en el año fiscal de 1988. Japón fue el primer inversor extranjero en los países de la ASEAN, con una inversión acumulada a partir de marzo de 1989, de alrededor de EE. UU. $ 14500 millones, más del doble que el de los Estados Unidos. La participación de Japón de la inversión total extranjera en los países de la ASEAN en el mismo período varió desde 70 hasta 80 por ciento en el Tailandia y el 20 por ciento en Indonesia.
A finales de los años ochenta, el gobierno japonés estaba haciendo un esfuerzo concertado para aumentar su estatura diplomática, especialmente en Asia. La muy publicitada gira de Toshiki Kaifu en 1991 por cinco países del sudeste asiático ―Malasia, Brunéi, Tailandia, Singapur y las Filipinas― culminó en Singapur, donde llamó a una nueva asociación con la ASEAN, y Japón se comprometió a que iría más allá del ámbito puramente económico para buscar un "papel que le corresponde en la esfera política como una nación de paz". Como prueba de este nuevo papel, Japón tomó parte activa en la promoción de negociaciones para resolver el conflicto con Camboya.
En 1997, las naciones miembros de la ASEAN y la República Popular de China, Corea del Sur y Japón acordaron mantener conversaciones anuales para fortalecer aún más la cooperación regional, the ASEAN Plus Three meetings. In 2005 the ASEAN plus Three countries together with India, Australia and Nueva Zelanda held the inaugural East Asia Summit (EAS).

### Camboya
Japón tiene una embajada en Phnom Penh. El comercio es considerable entre los dos países
- Japón a Camboya: 14.0 mil millones de yenes (2006)
- Camboya a Japón: 9.5 mil millones de yenes (2006)

La inversión japonesa en Camboya incluye el Phnom Penh Commercial Bank, una joint-venture de Hyundai Suiza y el Grupo SBI japonés, que abrió sus puertas en 2008. Japón continúa siendo el principal donante de ayuda internacional de Camboya con aproximadamente 1200 millones de dólares en inversiones para el desarrollo desde 1992.
En 2006, los gobiernos de Japón y Camboya firmaron un acuerdo que incluye un nuevo programa de asistencia japonés por valor de 59 millones de dólares.
El gobierno japonés ha proveído ayuda significativa para el desminado y la educación en Camboya.
- Embajada japonesa en Camboya

### Indonesia
- Indonesia tiene una embajada en Tokio y un consulado en Osaka. Japón tiene una embajada en Yakarta y consulados en Medán, Denpasar, Surabaya y Makassar.
- Japón es el mayor importador de Indonesia.
- Ambos países son miembros del G20 y APEC.

### Malasia

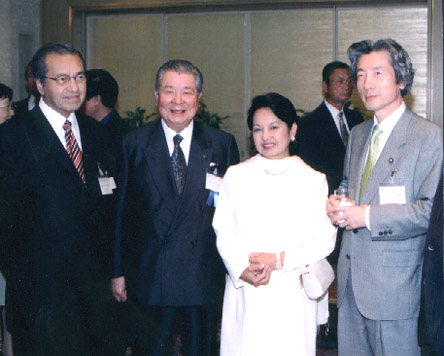
Primer ministro de Malasia Mahathir Mohamad junto a Primer ministro de Japón Jun'ichirō Koizumi (21 de mayo de 2002)

Japón tiene una embajada en Kuala Lumpur, que fue establecido en 1957. Malasia tiene una embajada en Tokio. El Gobierno del Japón y de Malasia había visitado unos a otros en múltiples ocasiones. Visitas notables incluyen el Rey de Malasia en 2005, mientras que en 2006, el Emperador y la Emperatriz de Japón visitaron Malasia.

### Filipinas
Filipinas obtuvo su independencia de los Estados Unidos en 1945. Las relaciones diplomáticas con Japón fueron re-establecidas en 1956 cuando se llegó a un acuerdo sobre las reparaciones de guerra. A finales de los años 1950, compañías japonesas e inversionistas individuales había comenzado a retornar a Filipinas.

### Tailandia
Las relaciones Japonesa-tailandesas se extienden por un periodo desde el siglo XVII al presente. Los primeros contactos entre ambas naciones comenzaron cuando shuinsen japoneses llegaron a Tailandia y comunidades japonesas se instalaron en tierra siamés. Este contacto se vio interrumpido por el periodo sakoku. El contacto continuó en el siglo XIX y se desarrolló hasta el punto de que hoy en día Japón es uno de los socios comerciales más importantes de Tailandia. Tailandia y Japón comparten la distinción de nunca haber perdido su soberanía durante el periodo colonial.

### Vietnam
Las relaciones vietnamita-japoneses se extienden, por lo menos, desde el siglo XVI, cuando los dos países comenzaron a comerciar entre ellos. Las relaciones modernas de ambos países se basan en la economía en desarrollo de Vietnam y el rol de Japón como inversionista y donante de ayuda exterior.

## Sur de Asia
En el sur de Asia, el rol de Japón es más que todo el de donante de ayuda externa. La ayuda de Japón a países del sur de Asia llegó a un total de 1.1 billones de dólares en 1989 y 1989, bajando a aproximadamente 900 millones de dólares en 1990. Con excepción de Pakistán, que recibió fuertes cantidades de ayuda de los Estados Unidos, todos los otros países de sur de Asia recibieron gran parte de su ayuda de Japón. Cuatro naciones de la región ―India, Pakistán, Bangladés y Sri Lanka― se encuentran en la lista de los diez mayores receptores de ayuda externa de Japón en el mundo. Un punto importante sobre la ayuda externa para India, luego del tsunami de 2004, el gobierno de India tiene una política de no recibir ayuda externa en forma directa, pero las ONGs registradas en India solicitan de Japón gran parte de su financiamiento para sus proyectos.
El primer ministro Toshiki Kaifu indicó que los intereses de Japón en el sur de Asia se ampliarían luego de su visita por la región en abril de 1990. En un discurso al parlamento indio, Kaifu hizo hincapié en el rol que tienen el libre mercado y la democracia en traer "un nuevo orden internacional," y enfatizó la necesidad de resolver la disputa territorial de Cachemira entre India y Pakistán y por mayor liberalización económica para atraer mayor inversión extranjera y promover crecimiento dinámico. Para India, que se encontraba un poco corta de divisas, Kaifu prometió un nuevo préstamo concesional de 100 billones de yenes (aproximadamente 650 USD) para el año siguiente. Sri Lanka y Japón han tenido una cercana amistad desde los primeros años después de la Segunda Guerra Mundial ya que Sri Lanka ofreció bastante apoyo para el desarrollo del Japón en las discusiones secretariales de las Naciones Unidas.

### Bangladesh
Las relaciones bengalíes-japonesas fueron establecidas en febrero de 1972. Japón es el 11vo mercado de exportación más grande de Bangladesh; las importaciones de Bangladesh son el 26 % de todas las importaciones japonesas de los países menos desarrollados, siendo superadas solo por Camboya. Los productos más comunes que son importados desde Bangladesh a Japón incluyen productos de cuero, ropa y camarones. En el 2004, Japón se convirtió en la cuarta fuente de inversión extranjera directa en el país, detrás de los Estados Unidos, el Reino Unido y Malasia. El objetivo político de la relación de Japón con Bangladesh incluye el obtener apoyo para su postulación a un puesto permanente en el Consejo de Seguridad de las Naciones Unidas, además de asegurar mercados para sus productos. Japón es una fuente considerable de ayuda para el desarrollo en Bangladesh.

### India

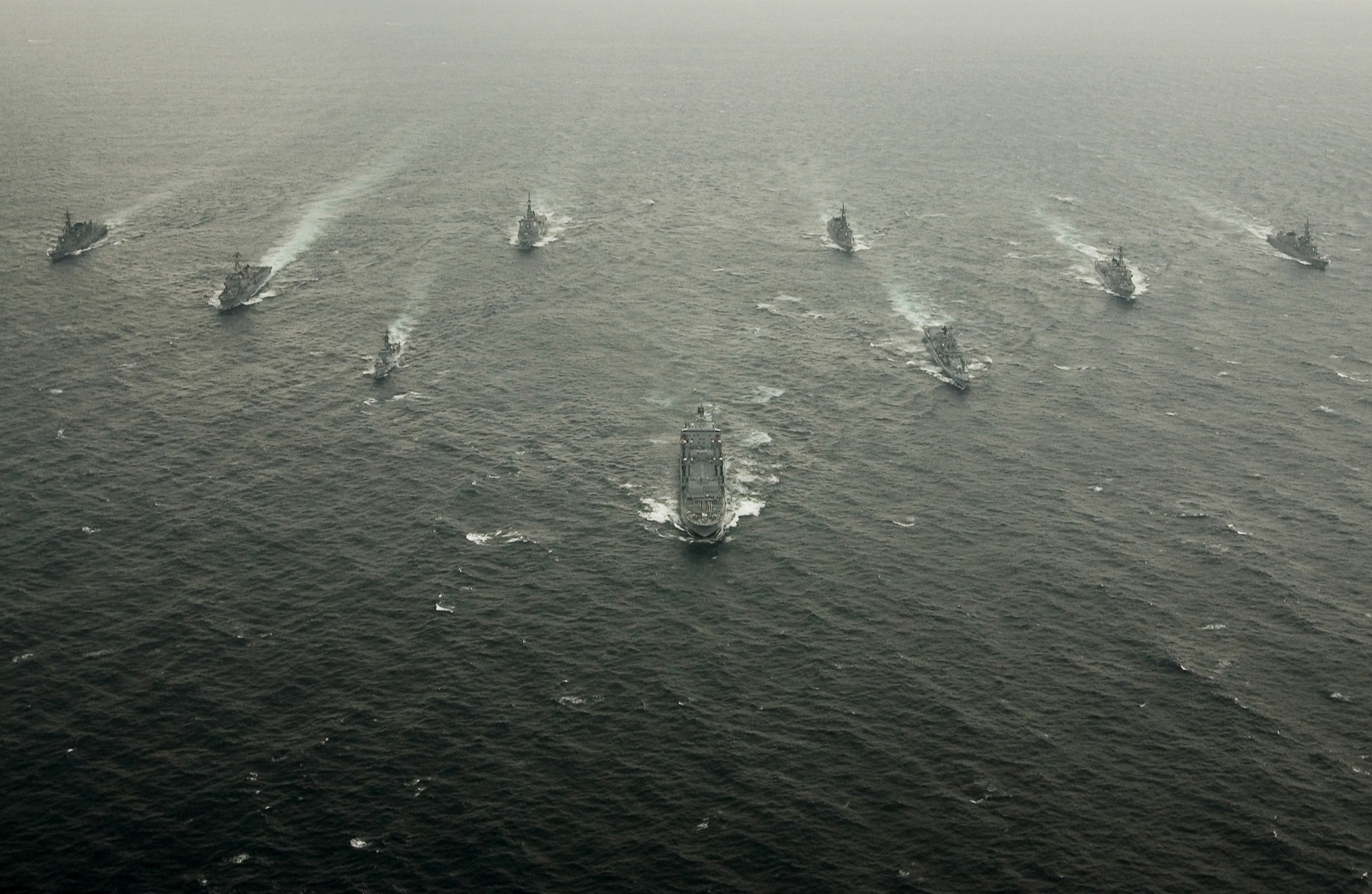
Buques de guerra indios, japoneses y estadounidenses tomando parte en un ejercicio militar conjunto cerca de la península de Boso en 2007. India es solo una de tres naciones con las que Japón tiene un tratado de defensa, las otras dos siendo Australia y los Estados Unidos.

A lo largo de la historia, las relaciones bilaterales entre Japón e India han sido, por lo general, fuertes y amigables. En diciembre de 2006, la visita a Japón del primer ministro Singh terminó con la firma de la "Declaración Conjunta Hacia una Cooperación Global y Estratégica entre Japón e India".
Según la teoría del arco de la libertad del primer ministro Shinzo Abe, es de interés de Japón el desarrollar lazos más cercanos con India, la democracia más populosa del mundo, y al mismo tiempo mantener fría su relación con China. Con este fin, Japón ha financiado varios proyectos de infraestructura en India, más notoriamente, el nuevo metro de Nueva Delhi y Maruti.
Postulantes indios al programa JET han sido recibidos desde el periodo 2006/7, comenzando con una plaza disponible en 2006, hasta llegar a 41 al año siguiente.
India y Japón firmaron un acuerdo de cooperación de defensa en el cual ambos sostendrán ejercicios militares conjuntos, patrullarán el Océano Índico y llevarán a cabo intercambios militares en la lucha contra el terrorismo, convirtiendo a India en tan solo el tercer país con el que Japón tiene un acuerdo similar (los únicos otros dos países son los Estados Unidos y Australia). Para el año 2008 había alrededor de 25,000 indios viviendo en Japón.

### Nepal
- Japón tiene una embajada en Katmandú.
- Nepal tiene una embajada en Tokio.

### Pakistán
- Ha habido un intercambio regular de visitas de alto nivel entre los dos países.
- En 2002 se celebró en ambos países el 50 aniversario del establecimiento de relaciones diplomáticas.
- Actualmente, hay por lo menos 10 000 pakistaníes viviendo en Japón.

### Sri Lanka
- Japón tiene una embajada en Colombo.[13]
- Sri Lanka tiene una embajada en Tokio[14]

## América del Norte

### Barbados
Japón está representado en Barbados a través de su embajada en Puerto España (Trinidad y Tobago) y un consulado honorario en Bridgetown. Barbados está representado en Japón a través de un embajador no-residente en Bridgetown.

### Canadá
Las relaciones diplomáticas entre ambos países se iniciaron oficialmente en 1950 con la apertura del consulado japonés en Ottawa. En 1929, Canadá abrió su legación en Tokio, la primera en Asia, y ese mismo año Japón elevó su consulado en Ottawa a la categoría de legación.
Algunos contactos de Canadá y Japón son anteriores al establecimiento recíproco de legaciones permanentes. El primer inmigrante japonés conocido de Canadá, Manzo Nagano, desembarcó en New Westminster, Columbia Británica, en 1877. El consulado de Japón en Vancouver fue establecido en 1889, 40 años antes de que su embajada en Ottawa fuera abierta en 1929.
El canadiense G. G. Cochran ayudó a fundar la Universidad de Doshisha en Kyoto y otro canadiense, Davidson McDonald, ayudó a establecer la Universidad Aoyama Gakuin en Tokio.
En el gran terremoto de Kanto de 1923, un buque a vapor canadiense, el RMS Empress of Australia y su capitán, Samuel Robinson recibieron elogios en todo el mundo por sus valientes esfuerzos de rescate tras el desastre.
El agregado militar de Canadá, Herbert Cyril Thacker, sirvió en el campo con las fuerzas japonesas en la Guerra Ruso-Japonesa (1904-1905), por lo que el gobierno japonés le concedió la Orden del Tesoro Sagrado, de Tercera Clase y la Medalla de Guerra Japonesa por su servicio durante la campaña.
Canadá y Japón mantienen relaciones diplomáticas desde 1928. Ambos países se caracterizan por su papel activo en la comunidad de Asia-Pacífico, así como una relación que consta de importantes lazos económicos, políticos y socio-culturales. Como los principales donantes internacionales, tanto en Canadá y Japón están muy comprometidos con la promoción de los derechos humanos, desarrollo sostenible y las iniciativas de paz.
Las relaciones entre Canadá y Japón se basan en su colaboración en las instituciones multilaterales: el G-7 / 8, las Naciones Unidas, la Organización para la Cooperación y el Desarrollo Económico, el Quad (Canadá, la Unión Europea, Japón y Estados Unidos), y por su interés común en la comunidad del Pacífico, incluyendo su participación en el foro de la APEC y el Foro Regional de la ANSA.
El Emperador Akihito y la Emperatriz Michiko visitaron Canadá en 2009.

### México
El Tratado de Amistad, Comercio y Navegación concluido en 1888 entre Japón y México fue la primera nación de "igual" tratado con cualquier país; lo cual eclipsa las iniciativas de antes del periodo Edo de Tokugawa Ieyasu que trataban de establecer relaciones oficiales con el Nueva España en México.
En 1897, los 35 miembros del llamado grupo de colonización Enomoto se asentaron en el estado mexicano de Chiapas. Esta fue la primera emigración organizada de Japón a América Latina.
El presidente Álvaro Obregón recibió la Orden del Crisantemo en una ceremonia especial en la Ciudad de México. El 27 de noviembre de 1924, el barón Shigetsuma Furuya, Embajador en Misión Especial de Japón a México, confirió dicho honor a Obregón. Se informó que ésta había sido la primera vez que la Orden había sido otorgado fuera de la familia imperial.
En 1952, México se convirtió en el segundo país en ratificar el Tratado de Paz de San Francisco, precedido solo por el Reino Unido.
México y Japón el 17 de septiembre de 2004, firmaron el "Acuerdo entre Japón y los Estados Unidos Mexicanos para el Fortalecimiento de la Asociación Económica", uno de muchos pasos históricos del Primer Ministro Junichiro Koizumi para fortalecer la estabilidad económica mundial.

### Estados Unidos

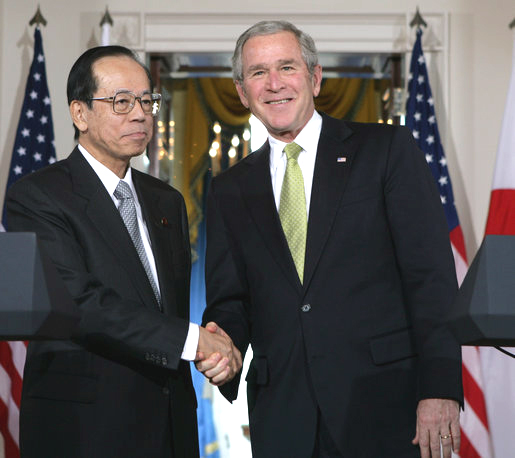
Yasuo Fukuda y George W. Bush.

Los Estados Unidos es el aliado más cercano de Japón, y Japón se basa en los EE. UU. por su seguridad nacional a un alto grado. Como dos de tres más importantes poderes económicos del mundo, ambos países también dependen de los estrechos vínculos económicos de su riqueza, a pesar de las fricciones comerciales en curso y en ocasiones mordaz.
Pese a que su constitución y la política de gobierno excluye un papel ofensivo militar de Japón en los asuntos internacionales, la cooperación japonesa con los Estados Unidos a través del Tratado de Seguridad Estados Unidos-Japón de la década del 60 del siglo pasado ha sido importante para la paz y la estabilidad de Asia Oriental. En la actualidad, hay discusiones internas sobre una posible reinterpretación del artículo 9 de la Constitución japonesa. Todos los gobiernos de Japón de la posguerra se han basado en una estrecha relación con los Estados Unidos como el fundamento de su política exterior y han confiado en el tratado mutuo de seguridad para la protección estratégica.
La relación probablemente alcanzó un nadir de la posguerra en torno a la década de 1990, cuando "el ascenso económico" de Japón fue visto como una amenaza para el poder estadounidense. Japón fue el financista principal de la Guerra del Golfo, sin embargo, recibió las principales críticas en algunos círculos de EE. UU. por su negativa a comprometerse apoyo militar real. Tras el colapso de la llamada economía de burbuja y el boom de 1990 en los EE. UU., la economía japonesa fue percibida como una amenaza menor para los intereses de Estados Unidos.
Algunos observadores aún consideran que la voluntad de Japón de desplegar tropas en apoyo de las operaciones de Estados Unidos en Iraq, como fue spear-headed por el Primer Ministro Koizumi y el LDP, refleja el deseo de no quedar excluido del grupo de países que Estados Unidos considera amigos. Esta decisión tal vez refleje entendimiento de realpolitik de la amenaza a la que enfrenta Japón de una China que se viene modernizando rápidamente, de la cual se puede observar un patrón continuo y creciente de sentimiento anti-japonés que revela que los antiguos feudos históricos siguen sin ser resueltos.

## Pacífico

### Australia

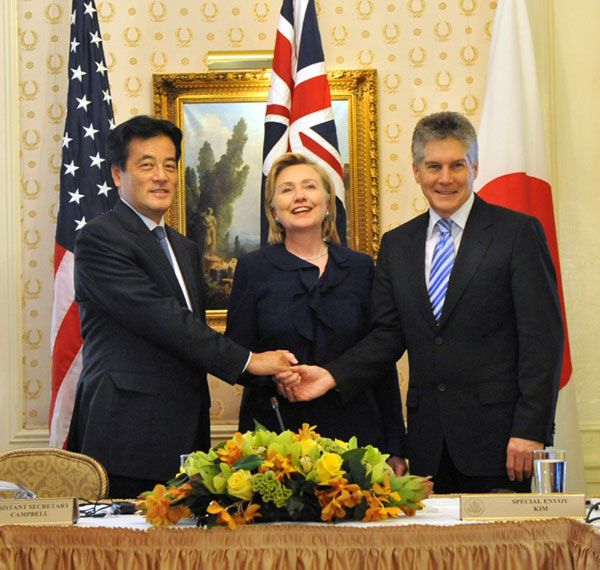
De izquierda a derecha: Katsuya Okada, Hillary Clinton y Stephen Smith (derecha).

Las relaciones Australia-Japón contienen tanto elementos de tensión como la reciprocidad reconocida de fuertes intereses y creencias comunes. Los recuerdos de la Segunda Guerra Mundial persisten entre los miembros mayores de la opinión pública australiana, al igual que el temor actual de la dominación económica japonesa en ambos países, especialmente en Australia, a pesar de estos temores se han caído en respuesta al estancamiento económico de Japón en la década de 1990. Al mismo tiempo, líderes gubernamentales y empresariales ven a Japón como un mercado de exportación importante y un elemento esencial en el fuerte crecimiento en el futuro de Australia y la prosperidad en el Asia Pacífico.
Australia es también una fuente importante de alimentos y materias primas para Japón. En 1990 Australia representó el 5,3 por ciento del total de las importaciones japonesas, un porcentaje que se mantuvo relativamente estable a finales de 1980. Debido a su capacidad de exportar materias primas, Australia tuvo un superávit comercial con Japón. Australia fue el mayor proveedor de carbón, mineral de hierro, lana y azúcar a Japón en 1990. Australia es también un proveedor de uranio. La inversión japonesa en 1988 hizo Australia la mayor fuente de las importaciones japonesas regional. De proyectos de desarrollo en Australia atrajo capital japonesa, al igual que el proteccionismo comercial que requiere de la producción local para el mercado australiano. Las inversiones en Australia fue de $ 8,1 mil millones de dólares en 1988, lo que representa un 4,4 por ciento de las inversiones directas japonesas en el extranjero. Las relaciones entre Australia y Japón han estado creciendo durante algún tiempo y probablemente seguirá haciéndolo en el futuro.
Hay cierta tensión en el tema de la caza de ballenas.

### Tonga
Japón y el Reino de Tonga han mantenido relaciones diplomáticas desde julio de 1970. Japón es el principal donante de Tonga en el campo de la asistencia técnica. El gobierno japonés describe sus relaciones con Tonga como "excelentes", y afirma que "la familia imperial de Japón y la familia real de Tonga han desarrollado una relación cordial y personal en los últimos años".

## Europa

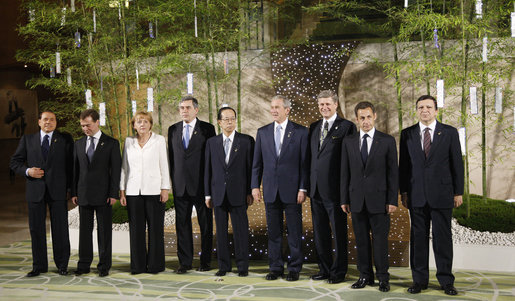
34.ª Cumbre del G8 en (Tōyako, Hokkaidō).

Lo que se conoce como la Embajada Tenshō (1582-1590) fue el primer grupo de embajadores japoneses que viajaron a Europa. La segunda embajada japonesa hacia Europa fue la Embajada Keichō (1613-1620), comandada por Hasekura Tsunenaga.
Pese a que los lazos culturales y no económicos con Europa occidental crecieron significativamente durante la década de 1980, el nexo económico ha sido por mucho el elemento más importante entre Japón y Europa occidental. Eventos en el oeste de las relaciones europeas, así como asuntos políticos, económicos, o incluso militares, fueron los temas que preocupan a los comentaristas de la mayoría de los japoneses, debido a las implicaciones inmediatas para Japón. Los temas principales se centraron en el efecto de la venida de Europa Occidental económica unificación en el comercio de Japón, la inversión y otras oportunidades en Europa Occidental. Algunos líderes de Europa Occidental estaban ansiosos por restringir el acceso japonés a la recién integrada Unión Europea (hasta noviembre de 1993, la Comunidad Europea), pero otros parecían abiertos al comercio y la inversión japonesa. En una respuesta parcial al fortalecimiento de los lazos económicos entre las naciones de Europa Occidental y Norte América, Japón y otros países a lo largo de la región Asia-Pacífico comenzaron a moverse hacia una mayor cooperación económica en la década de 1980.
El 18 de julio de 1991, tras varios meses de arduas negociaciones, el primer ministro Toshiki Kaifu firmó una declaración conjunta con el Primer Ministro de los Países Bajos, la cabeza de la Consejo de la Comunidad Europea, Ruud Lubbers, y con el presidente de la Comisión Europea, Jacques Delors, prometiendo una relación más cercana entre Japón y Europa en materia de relaciones exteriores, cooperación científica y tecnológica, asistencia a los países en desarrollo, y esfuerzos para reducir los conflictos comerciales. El Ministerio de Relaciones Exteriores de Japón esperaba que este acuerdo ampliase los lazos políticos entre Japón y la Comunidad Europea por encima de los confines de las disputas comerciales.
| País            | Inicio de relaciones formales                  | Notas |
| --------------- | ---------------------------------------------- | --- |
| Armenia         | 1992-09-07                                     | - Armenia está representada en Japón a través de su embajada en Pekín (China). - Japón está representado en Armenia a través de su embajada en Moscú (Rusia). - El Ministerio de Relaciones Exteriores de Japón sobre las relaciones con Armenia |
| Austria         | 1869                                           | - Austria tiene una embajada en Tokio y 4 consulados honorarios (en Hiroshima, Nagoya, Osaka y Sapporo). - Japón tiene una embajada en Viena y un consulado honorario en Salzburgo. |
| Bielorrusia     | 1992-01-26                                     | - Bielorrusia tiene una embajada en Tokio. - Japón tiene una embajada en Minsk. |
| Bulgaria        | 1959                                           | - Bulgaria tiene una embajada en Tokio y un consulado honorario en Yokohama. - Japón tiene embajada en Sofia. - El Ministerio de Relaciones Exteriores de Japón sobre las relaciones con Bulgaria (en inglés) |
| Croacia         |                                                | |
| Chipre          |                                                | |
| República Checa | 1920 y restaurada en 1957                      | |
| Dinamarca       | 1867                                           | |
| Estonia         | 1959                                           | |
| Finlandia       |                                                | |
| Francia         |                                                | Véase Relaciones entre Francia y Japón La historia de las Relaciones Franco-Japonesas (日仏関係 Nichi-Futsu kankei?) se remonta a principios del siglo XVII, cuando un samurái japonés y el embajador en su camino a Roma pasaron por unos días en el sur de Francia, causando sensación. Francia y Japón han disfrutado de una relación muy sólida y progresiva que abarca siglos a través de diversos contactos en los países de los otros representantes de alto nivel, esfuerzos estratégicos, e intercambios culturales. |
| Georgia         | 1992-08-03                                     | - Japón ha extendido su ayuda externa a Georgia para varios proyectos de desarrollo económico y cultural. - El balance comercial entre las dos naciones está fuertemente a favor de Japón, con los automóviles de Japón y productos manufacturados, y Georgia exportando productos alimenticios y productos químicos. - El presidente georgiano Eduard Shevardnadze hizo una visita oficial a Japón en marzo de 1999 y el presidente Mikheil Saakashvili visitó Japón en 2007. - Desde noviembre de 2006, Georgia ha mantenido su embajada en Tokio. - Japón tiene embajada en Tiflis. - Georgian Ministry of Foreign Affairs about the relations with Japan - El Ministerio de Relaciones Exteriores de Japón sobre las relaciones con Georgia |
| Alemania        | January 1861                                   | Véase Relaciones entre Alemania y Japón Las reuniones regulares entre los dos países han llevado a varias cooperaciones. En 2004 el canciller alemán Gerhard Schröder y el Primer Ministro Junichiro Koizumi acordaron cooperaciones en la asistencia para la reconstrucción de Irak y Afganistán, la promoción de actividades de intercambio económico, intercambios juveniles y deportivos así como los intercambios y la cooperación en la ciencia, la tecnología y los ámbitos académicos. |
| Grecia          | 1899                                           | Ha habido una embajada griega en Tokio desde 1960, y una embajada de Japón en Atenas, ya que ese mismo año se decidió actualizar el consulado japonés, que había abierto en 1956. Desde entonces los dos países han disfrutado de excelentes relaciones en todos los campos, y cooperan estrechamente. |
| Santa Sede      | 1942-03                                        | La primera visita del Papa a Japón tuvo lugar en 1981. Actualmente el nuncio apostólico es el arzobispo Alberto Bottari de Castello (desde 2005). Japón envió su primer embajador ante la Santa Sede, Ken Harada, durante la Segunda Guerra Mundial. |
| Hungría         | 1959-08                                        | - Hungría tiene una embajada en Tokio y dos consulados honorarios (en Hamamatsu y Osaka). - Japón tiene una embajada en Budapest. - El Ministerio de Relaciones Exteriores de Japón sobre las relaciones con Hungría |
| Islandia        |                                                | |
| Irlanda         |                                                | |
| Italia          |                                                | |
| Kosovo          |                                                | Japón reconoció a Kosovo el 18 de marzo de 2008. El primer embajador de Japón ante la República de Kosovo es Akio Tanaka. Está subordinado a la embajada japonesa de Viena, Austria |
| Lituania        |                                                | - Japón tiene una embajada en Vilnius, establecida en 1997. - En 1998, Lituania establece una embajada en Tokio. - El embajador a Lituania es Miyoko Akashi, el embajador a Japón es Dainius Kamaitis. - En 2007 el Emperador y la Emperatriz de Japón (Akihito y Michiko) hicieron una visita oficial a Lituania. |
| Países Bajos    |                                                | Las relaciones entre Japón y los Países Bajos después de 1945 han sido de naturaleza triangular. La invasión y la ocupación japonesas de las Indias Orientales Neerlandesas durante la Segunda Guerra Mundial trajeron la destrucción del Estado colonial en Indonesia, ya que los japoneses retiraron a gran parte del gobierno neerlandés, lo que debilitó la adherencia de la posguerra que los Países Bajos tenían sobre el territorio. Bajo la presión de los Estados Unidos, los Países Bajos reconoció la soberanía de Indonesia en 1949 (véase Estados Unidos de Indonesia). |
| Moldavia        | 1992-03-16                                     | - Japón tiene un embajador no residente en Ucrania. - El ministro de Asuntos Extranjeros de la República de Moldavia, Nicolae Tabacaru, estuvo de visita en Japón desde el 31 hasta el 4 de febrero de 1999. Fue la primera visita oficial de un miembro del gabinete de la República de Moldavia a Japón, y fortaleció las relaciones de amistad entre ambos países. - Desde el año 2000 Japón mantiene en Moldavia un programa de ayudas financieras para la mejora de la agricultura y las explotaciones agrarias de particulares. - Embassy of the Republic of Moldova in China - Ministers of Foreign Affairs of the Republic of Moldova - Japanese ministry of foreign affairs about Moldova |
| Montenegro      | 24 de julio de 2006                            | Japón reconoció a Montenegro el 16 de junio de 2006 y estableció relaciones diplomáticas el 24 de julio de 2006. Montenegro declaró la guerra a Japón en 1905 durante la guerra ruso-japonesa y no llegaron a firmar un tratado de paz hasta el año 2006, poco antes de la apertura de relaciones diplomáticas. La guerra duró 101 años. Comercio, en su mayoría relacionados con la electrónica, las exportaciones de Japón a Montenegro (163 millones de yenes por año) son superiores a las importaciones de Japón (2 millones de yenes por año). |
| Rumania         | Agosto de 1917                                 | - La primera representación de Rumania en Japón fue abierta en 1921. - Japón estaba representado en Rumania a través de su embajada en Viena (Austria). - Después de la Segunda Guerra Mundial, ambos estados reanudaron sus relaciones diplomáticas en 1959. - Japón tiene una embajada en Bucarest. Rumania tiene una embajada en Tokio y 4 consulados honorarios (en Atami, Osaka, Nagoya y Yokohama). - El Ministerio de Relaciones Exteriores de Japón sobre las relaciones con Romania |
| Rusia           |                                                | Véase Relaciones ruso-japonesas Las relaciones de Japón con Rusia se ven obstaculizadas por la incapacidad de ambas partes para resolver su disputa territorial sobre las cuatro islas que conforman los Territorios del Norte (Kuriles), que la URSS tomó hacia el final de la Segunda Guerra Mundial. El estancamiento ha impedido la conclusión de un tratado de paz formal terminar la guerra. La disputa sobre las islas Kuriles exacerbó las relaciones entre Japón y Rusia, cuando el gobierno japonés publicó una nueva guía para los libros de texto el 16 de julio de 2008 para enseñar a los niños japoneses que su país tiene soberanía sobre las islas Kuriles. La opinión pública rusa estaba indignado por la acción del Ministro de Asuntos Exteriores de Rusia criticó la acción al tiempo que reafirma su soberanía sobre las islas. |
| Serbia          | 1997-05-20                                     | - Japón tiene una embajada en Belgrado. - Serbia tiene una embajada en Tokio y un consulado honorario en Osaka. |
| Eslovenia       | 1992-10                                        | - Japón tiene una embajada en Liubliana. - Slovenia has an embassy in Tokio. - El Ministerio de Relaciones Exteriores de Japón sobre las relaciones con Slovenia |
| Unión Soviética |                                                | Véase Relaciones Japón-Unión Soviética Las relaciones entre la Unión Soviética (1922-1991) y Japón siempre fueron tensas. Por un lado, ambos países estaban en bandos opuestos durante la Guerra Fría. Otro obstáculo en las relaciones es el conflicto territorial, abordando tanto las Islas Kuriles y el sur de la isla de Sakhalin. Estos dos temas, y una serie de pequeños conflictos, impidieron a ambos países firmar un tratado de paz después de la Segunda Guerra Mundial, e incluso en 2007 las cosas siguen sin resolverse. Las tensiones en las relaciones entre Japón y la Unión Soviética tienen profundas raíces históricas, que se remonta a la competencia entre los imperios japonés y ruso por el dominio en el Noroeste asiático. En 1993, casi cincuenta años después del final de la Segunda Guerra Mundial, un estado de guerra entre Japón y Rusia existe técnicamente porque el gobierno de Moscú se había negado en los años posteriores a firmar el tratado de paz de 1951. El 30 de julio de 1998, el recién elegido primer ministro japonés Keizo Obuchi se había centrado en cuestiones importantes: la firma de un tratado de paz con Rusia, y la reactivación de la economía japonesa. Antes de su muerte, su política con la Federación de Rusia ha eludido la aplicación y las relaciones entre las dos naciones se mantuvo bajo un estado de guerra. El principal obstáculo en los esfuerzos posteriores de Japón para establecer las relaciones bilaterales en lo que llamó "una verdadera base estable", fue la disputa territorial sobre las Kuriles, las cuales son conocidas en Japón como los Territorios del Norte. |
| España          | Primer contacto en 1613, oficializado en 1868. | - Japón tiene una embajada en Madrid y consulados en Barcelona y Las Palmas de Gran Canaria. - España tiene una embajada en Tokio y un consulados honorarios en Osaka. - Desde 1997, cada año se celebra un simposio Japón-España de intensos intercambios culturales entre los dos países - El Ministerio de Relaciones Exteriores de Japón sobre las relaciones con Spain - Spanish Embassy in Tokyo about Spanish relations with Japan |
| Suiza           | 1864                                           | - Japón tiene una embajada en Berna y un consulado general en Ginebra. - Suiza tiene una embajada en Tokio. - El Ministerio de Relaciones Exteriores de Japón sobre las relaciones con Switzerland - Swiss Federal Department of Foreign Affairs about relations with Japan |
| Turquía         | 1924                                           | - Las primeras embajadas fueron abiertas en 1925. - Japón tiene una embajada en Ankara y un consulado general en Estambul. - Turquía tiene una embajada en Tokio. - Hay 10,000 turcos viviendo en Japón. - Turkish Ministry of Foreign Affairs about the relations with Japan |
| Ucrania         | 1992-01-26                                     | - Japón reconoció diplomáticamente al estado ucraniano el 28 de diciembre de 1991, inmediatamente después de la ruptura de la Unión Soviética - Ucrania mantiene una embajada en Tokio. - Japón mantiene una embajada en Kiev. |
| Reino Unido     | 1858                                           | La relación entre el Reino Unido y Japón comenzó en 1600 con la llegada de William Adams (Adams el Piloto, Miura Anjin) a la costa de Kyūshū en Usuki en la Prefectura de Ōita. Durante el periodo Sakoku (1641-1853) las relaciones fueron cortadas, pero el tratado de 1854 resumió las relaciones entre ambos países que, con excepción del periodo de la Segunda Guerra Mundial (1937-1945), se mantienen muy fuertes hasta el día de hoy. |

## África
Japón está cada vez más involucrado en forma activa en África. En mayo de 2008, el primer premio África Hideyo Noguchi fue entregado en la cuarta Conferencia Internacional para el Desarrollo de África en Tokio (TICAD IV), lo cual indica existe un énfasis en las relaciones bilaterales.

### Angola
Las relaciones entre Angola y Japón fueron establecidas en septiembre de 1976, luego de Angola obtuviera su soberanía de manera formal. Para 2007, las relaciones jugaron "un rol fundamental en las relaciones bilaterales entre ambos países". El embajador de Japón en Angola es Susumu Shibata.

### Egipto
Japón considera a Egipto como un país clave en el Medio Oriente, por lo que ve a Japón como parte vital de su diplomacia en la región. Los dos jefes de gobierno se han apoyado mutuamente en los temas relacionados con el proceso de paz en el Medio Oriente.
Además, los dos países comparten una visión para la paz mundial. Los dos países tienen un "Comité Conjunto" dedicado a explorar el desarrollo de áreas de interés común de los dos países.

## Sudamérica
Japón ha seguido prestando un importante apoyo al desarrollo y proyectos de asistencia técnica en América Latina.
| País      | Inicio de relaciones formales | Notas |  |
| --------- | ----------------------------- | --- |  |
| Argentina | 1898-02-03                    | Argentina tiene una embajada en Tokio y Japón tiene una embajada en Buenos Aires. Las relaciones diplomáticas fueron restablecidas por la firma del Tratado de Paz de San Francisco en 1952. El presidente argentino Arturo Frondizi visitó Japón en 1960 y, posteriormente, comercio bilateral y las inversiones japonesas en Argentina han aumentado en importancia. Las importaciones japonesas fueron principalmente alimentos y materias primas, mientras que las exportaciones fueron principalmente maquinaria y productos terminados. Los miembros de la Familia Imperial de Japón han visitado Argentina en varias ocasiones, incluyendo Príncipe y Princesa Takamado en 1991, el emperador y emperatriz Akihito en 1997 y Príncipe y Princesa Akishino en 1998. El presidente argentino Raúl Alfonsín visitó Japón en 1986, al igual que el presidente Carlos Menem en 1990, 1993 y 1998. |  |
| Brasil    | 1897                          | - El gobierno brasileño había declarado la guerra al Imperio Japonés el 22 de agosto de 1942. Brasil tiene la mayor colonia japonesa en el mundo, superando incluso a EE. UU. con más de 1 600 000 japoneses y sus descendientes. |  |
| Chile     | 1897                          | Véase Relaciones exteriores de Chile - Durante la Segunda Guerra Mundial, las relaciones entre ambos países se rompieron. En 1943, el presidente Juan Antonio Ríos suspendió las relaciones con Japón y en febrero de 1945, se declaró un "estado de beligerancia". Finalmente, el 12 de abril de 1945, Chile declaró la guerra a Japón. Las relaciones fueron restablecidas por la firma de Tratado de Paz de San Francisco en 1952. - Japón tiene una embajada en Santiago de Chile - Chile tiene una embajada y un consulado general en Tokyo y tres consulados honorarios en Osaka, Sapporo y Nagasaki. |  |
| Colombia  |                               | La relación fue establecida oficialmente en 1908 y sólo se vio interrumpida entre 1942 y 1954 como consecuencia de la Segunda Guerra Mundial. Las relaciones se basan principalmente en el intercambio comercial que ha favorecido los intereses de Japón, como el café colombiano (que es frecuentemente exportado a Japón), los intercambios culturales y la ayuda tecnológica y filantrópica a Colombia. |  |
| Ecuador   | 1918                          | - Las relaciones diplomáticas formales entre los dos países fueron establecidas oficialmente en agosto de 1918 - La República del Ecuador tiene su embajada en la ciudad de Tokio y Japón la tiene a su vez en la ciudad de Quito - las relaciones diplomáticas con Japón han sido muy estrechas durante los últimos años - En 2010 el presidente Rafael Correa realizó una visita formal al Japón. |  |
| Paraguay  | 1919-11-17                    | - Las relaciones comerciales se iniciaron con anterioridad al establecimiento de relaciones diplomáticas. Un acuerdo comercial fue firmado en Asunción el 17 de noviembre de 1919. - Japón tiene embajada en Asunción. - Paraguay tiene embajada en Tokio. - Hay alrededor de 7000 paraguayos de ascendencia japonesa cuyos antepasados llegaron a Paraguay entre 1936 y 1959. - Declaraciones del Ministro de Asuntos Exteriores de Japón acerca de las relaciones con Paraguay - Declaraciones del Ministro de Asuntos Exteriores de Paraguay acerca de las relaciones con Japón |  |
| Perú      | 1873-08-21                    | Véase también - Inmigración japonesa en el Perú - Inmigración peruana en Japón - Perú fue el primer país en la región que estableció relaciones diplomáticas con Japón en 1873. - Los lazos oficiales entre Japón y Perú se iniciaron con el Tratado de Paz, Amistad, Comercio y Navegación suscrito el 21 de agosto de 1873, apenas cinco años después de la Restauración Meiji (明治維新). - Perú fue el primer país de América Latina en establecer relaciones diplomáticas con el Japón y el primero en América del Sur en recibir migración japonesa a fines del siglo XIX, cuando el 3 de abril de 1899 llegaron al puerto de Cerro Azul los primeros 790 trabajadores japoneses contratados por hacendados peruanos, a bordo del vapor japonés de origen británico Sakura Maru (さくら丸), célebre por ser el principal medio de transporte de los inmigrantes procedentes del Japón al Perú. - En conmemoración de este hecho, desde 1989 y cada 3 de abril se celebra el "Día de la Amistad Peruano-Japonesa". - Un segundo barco, que transportaba a más de mil nuevos inmigrantes japoneses, llegó cuatro años más tarde en 1903 y un tercer barco llegó con 774 inmigrantes japoneses adicionales en 1906. - Esta primera inmigración japonesa al Perú, constituyó el primer flujo de migrantes de Japón hacia Latinoamérica. - Actualmente hay 360.000 peruano-japoneses (日系ペルー人) (la cifra incluye a los peruanos que radican en Japón) constituyen en la actualidad la segunda colonia japonesa más grande de América Latina, después de los brasileños-japoneses en Brasil. - 39.949 ciudadanos japoneses residen actualmente en el Perú. - La discriminación anti-japonesa en el Perú del siglo XX, fue una de las peores de América Latina. - Sin embargo y a pesar de dicha discriminación, en las elecciones generales de Perú de 1990 el ciudadano peruano-japonés Alberto Fujimori, un desconocido para la mayoría del pueblo peruano hasta ese entonces se postuló a la Presidencia de la República del Perú. - Contra todo pronóstico, Fujimori fue elegido el domingo 10 de junio de 1990 en segunda vuelta por la mayoría de los ciudadanos peruanos como Presidente del Perú derrotando al mediático candidato presidencial Mario Vargas Llosa, conocido escritor y periodista peruano, Príncipe de Asturias de las Letras de 1986 y Nobel de Literatura del 2010 - El presidente Fujimori, de ascendencia japonesa y de ascendencia asiática, fue la primera persona hasta el año de 1990 en ser elegido para un cargo público fuera del Japón y de Asia. - El sábado 28 de julio de 1990 juramenta como nuevo presidente constitucional Alberto Fujimori relevando al aprista Alan García Pérez. El 28 de julio de 1990 era también el cumpleaños de Alberto Kenya Fujimori Fujimori, por lo que es hasta el momento el primer y único Presidente del Perú en asumir el mando en el día de su cumpleaños. - Fujimori fue reelegido en abril de 1995 al derrotar en primera vuelta al candidato presidencial Javier Pérez de Cuéllar, quinto Secretario General de las Naciones Unidas entre enero de 1982 y diciembre de 1991. - En el año 1997, Fujimori se reunió en Toronto con el entonces Primer Ministro Japonés, Ryutaro Hashimoto (橋本龍太郎). - Si bien es cierto que el motivo de aquella reunión fue específicamente la Toma de la residencia del embajador de Japón en Lima, por el MRTA, el 17 de diciembre de 1996, 14 integrantes del Movimiento Revolucionario Túpac Amaru (MRTA), liderados por el ex sindicalista Néstor Cerpa Cartolini tomaron como rehenes a unas 800 personas pertenecientes a la jerarquía política, social y económica peruana en la residencia del Embajador de Japón en Perú. - Fujimori buscó el momento oportuno para conversar sobre el APEC con Hashimoto y con el Primer Ministro de Canadá. Estos dos primeros ministros, manifestaron que apoyarían al Perú en su adhesión al APEC. - En la reunión de Canadá del 24 y 25 de noviembre de 1997, el Foro de Cooperación Económica Asia-Pacífico, APEC, admitió como nuevos miembros a Vietnam, Rusia y Perú; y efectivamente, desde 1998 el Perú participó en la primera reunión realizada en Kuala Lumpur, Malasia. - Fujimori volvió a presentarse como candidato para las elecciones generales del 2000 aunque sin renunciar previamente a su investidura de Presidente de la República del Perú. - Tras una campaña proselitista donde la televisión peruana solo concedía entrevistas al candidato Fujimori y donde los demás candidatos presidenciales peruanos acusaban a la administración fujimorista de estar preparando un fraude electoral, en estas difíciles circunstancias políticas y sociales, tienen lugar en abril del 2000, la primera vuelta de las elecciones, en las que surgió inesperadamente en segundo lugar el economista graduado en la Universidad de Stanford, el candidato presidencial Alejandro Toledo, líder del movimiento político Perú Posible y que posteriormente aglutinaría en torno al sí a los grupos de la oposición. - Pero en la segunda vuelta de las elecciones generales del 2000 Fujimori fue re-reelegido, derrotando por estrecho margen al candidato presidencial Alejandro Toledo. - El candidato presidencial Alejandro Toledo, pide al pueblo peruano desconocer los resultados oficiales y pide a los peruanos salir a la calle a protestar por el fraude electoral, organizando Toledo y la oposición peruana la llamada Marcha de los Cuatro Suyos. - El candidato Toledo repetía a la prensa internacional que las elecciones presidenciales peruanas del año 2000 fueron fraudulentas y que el Jurado Nacional de Elecciones peruano, la prensa peruana y las encuestadoras estaban compradas por Fujimori. - El 14 de septiembre de 2000, el congresista de oposición, Fernando Olivera del Frente Independiente Moralizador (FIM), presentó un vídeo llamado ´el primer vladi-video´ ante la prensa internacional en una conferencia de prensa en el Hotel Bolívar de Lima. - En dicho vídeo aparecía el entonces asesor presidencial fujimorista Vladimiro Montesinos entregando 15 000 dólares a Alberto Kouri, un congresista opositor perteneciente al movimiento político Perú Posible del candidato presidencial Alejandro Toledo, para que se pasara a las filas de Perú 2000, el partido oficialista fujimorista. - Aquel "vladi-vídeo" provocó la caída del régimen fujimorista. - Tras la Marcha de los Cuatro Suyos, y la emisión del primer vladi-vídeo, el 13 de noviembre, Alberto Fujimori en su condición de Presidente del Perú, viajó a la Cumbre del APEC en Brunéi Darussalam, Asia. - Mientras tanto en el Perú, el caos político por las denuncias de fraude electoral en las elecciones presidenciales del año 2000 y corrupción era cada vez mayor y la oposición peruana liderada por Alejandro Toledo y Fernando Olivera, hacían marchas casi a diario por las calles de Lima exigiendo una nueva y libre elección presidencial. - La inestabilidad de la tercera presidencia de Fujimori y el violento clima social y político en el Perú determinaron que al finalizar esta conferencia, Fujimori optara viajar de Brunéi Darussalam a Tokio no continuando con su itinerario presidencial, temiendo Fujimori por su vida y la de su familia, si regresaba a Lima. - Fujimori tenía en su agenda presidencial ir en visita de estado a Kuala Lumpur, Malasia, luego de asistir a la Cumbre del APEC en Brunéi Darussalam, para luego llegar en visita de estado a Japón y desde allí emprender un último viaje a Panamá para la X Cumbre Iberoamericana; - Pero Fujimori, el 17 de noviembre del 2000 desde el lujoso hotel New Otani donde estaba hospedado, renuncia a la Presidencia de la República del Perú, desde Tokio, Japón. - Fueron 10 años 3 meses y 20 días lo que duró la administración fujimorista. - Japón, como la tercera economía mundial, es el quinto destino de las exportaciones peruanas, y el segundo socio comercial del Perú más importante en Asia, después de China. - En el 2011, se suscribió en Tokio el Acuerdo de Asociación Económica, que entró en vigor el 1 de marzo de 2012. - Ambos países son miembros del Foro de Cooperación Económica Asia-Pacífico (APEC) y participan en las negociaciones conducentes al Acuerdo Estratégico Trans-Pacífico de Asociación Económica. - En la actualidad, las inversiones directas provenientes de Japón y China constituyen los mayores aportes al Perú provenientes de Asia. |  |
| Uruguay   | 1921-09                       | - Japón tiene una embajada en Montevideo. - Uruguay tiene una embajada en Tokio. - Algunos centenares de personas de ascendencia japonesa que viven en Uruguay. - Declaraciones del Ministro de Asuntos Exteriores de Japón acerca de las relaciones con Uruguay |  |
| Venezuela | 1938                          | Las relaciones diplomáticas formales entre los dos países se establecieron en agosto de 1938. Venezuela rompió relaciones diplomáticas con Japón (y las otras Potencias del Eje) en diciembre de 1941, poco después del ataque japonés sobre Pearl Harbor. En 1999, el presidente venezolano Hugo Chávez realizó un viaje de tres días a Japón. Realizó otro viaje de dos días en 2009, durante el que mantuvo un encuentro con el Primer Ministro Taro Aso. |  |

## Asia Occidental
Japón ha expandido sus lazos con el Medio Oriente, incluyendo actividades controversiales de restauración de infraestructura en Irak.
| País           | Inicio de relaciones formales | Notas |
| -------------- | ----------------------------- | --- |
| Azerbaiyán     |                               | |
| Irán           |                               | Japan's foreign policy towards and investments in Iran have historically been dominated by the desire to secure reliable energy supplies; Iran is Japan's third-largest oil supplier after Saudi Arabia and the United Arab Emirates. Iran and Japan signed a visa-free travel arrangement in 1974, but it was terminated in April 1992 due to large-scale illegal Iranian migration to Japan. Iran and Japan also cooperate on regional foreign policy issues in the Middle East, such as the reconstruction of Afghanistan and the Israeli-Palestinian conflict. Since 2004, Japan has been working on developing Iran's largest on-shore oil field, located at Azadegan. |
| Israel         | 1952-05-15                    | Véase Relaciones Israel-Japón The Japanese government refrained from appointing a Minister Plenipotentiary to Israel until 1955. Relations between the two states were distant at first, but after 1958, as demand no break occurred. This had been at the same time that OPEC had imposed an oil embargo against several countries, including Japan. |
| Líbano         | 1954-11                       | - The embassy of Japan in Lebanon is located in the Serail Hill Area, Army Street, Zokak El-Blat, Beirut. The current ambassador is Yoshihisa Kuroda. - The embassy of Lebanon in Japan is located in Nagatachō, Chiyoda, Tokyo. - The Ministry of Foreign Affairs of Japan: Japan-Lebanon Relations |
| Arabia Saudita |                               | Saudi Arabian - Japan relations were established during the past half a century. Saudi-Japanese relations are based on mutual respect and common interests in all areas. |
| Siria          |                               | - Japón tiene una embajada en Damasco - Siria tiene una embajada en Tokio. |

## Debates y fricciones
Japón ha emitido disculpas de manera formal por sus ocupaciones militares antes y durante la Segunda Guerra Mundial, pero ha hecho poco para ayudar a mejorar sus relaciones con los países vecinos, en especial con la República Popular de China, Corea del Norte y Corea del Sur. A pesar de algunas declaraciones formales de arrepentimiento de los primeros ministros Hosokawa Morihiro y Murayama Tomiichi, estos países siguen insistiendo en que Japón todavía tiene que expresar formalmente remordimiento por sus malos manejos en el siglo 20. La posición oficial de Japón es que todas las reclamaciones relacionadas con la guerra de reparación se han resuelto (a excepción de Corea del Norte). Visitas no oficiales a la controvertida Yasukuni Jinja por los anteriores primeros ministros pertenecientes al Partido Liberal Democrático y la exclusión o la generalización de algunos elementos de la historia militar de Japón en un número de libros de texto escolares han ensombrecido el problema.
En 2004 la República Popular de China, Corea del Norte y Corea del Sur también criticó a Japón por el envío de sus Fuerzas Terrestres de Autodefensa a Irak, que fue visto como un retorno al militarismo. El gobierno de Japón insistió en que sus fuerzas sólo participarían en la reconstrucción y en las misiones de ayuda humanitaria.
Existe un fuerte sentimiento anti-japonés en la República Popular de China, Corea del Norte y Corea del Sur. Sin embargo, la división no es siempre el caso. Corea del Sur y Japón, con el éxito de la celebración de la Copa Mundial de Fútbol de la FIFA de 2002 en ambos países, lograron disminuir hasta cierto punto las distancias físicas y políticas entre los dos países. La gran popularidad de Bae Yong Joon, un actor de Corea del Sur, en Japón también fue visto como una señal de que las dos culturas se han acercado más.

## Disputas territoriales
Japón tiene varias disputas territoriales con sus países vecinos, concernientes al control de ciertas islas periféricas.
Japón protesta contra el control de Rusia sobre las Islas Kuriles del Sur (que incluyen las islas de Etorofu, Kunashiri, Shikotan, y el grupo de Habomai) las cuales fueron ocupadas por la Unión Soviética en 1945. Los pronunciamientos de Corea del sur concernientes a las Rocas Liancourt (Japonés: "Takeshima", Coreano: "Dokdo") son reconocidas pero no son aceptadas en Japón.
Japón tiene relaciones tensas con la República Popular de China y con la República de China (Taiwán) respecto al control sobre las Islas Senkaku; y con la República Popular de China respecto al estado de Okinotorishima.
Estas disputas son en parte de carácter irredentista, y también tienen que ver con el control de recursos marinos y naturales, tales como posibles reservas petroleras y de gas natural.